# El marqués de Salamanca
El marqués de Salamanca és una pel·lícula espanyola de 1948 dirigida per Edgar Neville que va rebre l'encàrrec de la Comissió Organitzadora del I Centenari del Ferrocarril.

## Sinopsi
Retrat biogràfic parcial de José de Salamanca y Mayol (1811-1883), mitjançant la recreació costumista d'un Madrid castís i popular, mostrat en els seus salons, despatxos i ministeris, entorn de la inauguració de la línia de ferrocarril entre Madrid i Aranjuez. Aquesta història narra la vida del Marquès de Salamanca, conegut principalment per haver construït el Barri de Salamanca de Madrid, des que va arribar a Madrid per a fer fortuna fins que va acabar els seus dies arruïnat després d'haver estat multimilionari. A la Borsa va guanyar molts diners, però de manera immoral. En primer lloc va fer circular un rumor sobre un imminent cop d'estat. Va aprofitar el pànic per a comprar una gran quantitat d'accions a preus ridículs, però en veure les tragèdies que havia causat va perdonar tots els deutes.

## Repartiment
- Alfredo Mayo com José de Salamanca
- Conchita Montes com María Buschenthal
- Enrique Guitart com General Narváez
- Carlota Bilbao com Isabel II
- María Cañete com María Cristina
- Jacinto San Emeterio com Alfons XII
- Manuel Arbó com Manuel Pat Clark
- Guillermo Marín com Buschenthal
- Lupe Sino com Pura
- Benito Cobeña	com Revolucionari
- Agustín Laguilhoat com Fernando Nogueras
- Esteban de Calderón
- Alfonso Horna
- Manuel Kayser
- Pedro Miranda

## Premis
La pel·lícula va rebre una menció especial als premis del Sindicat Nacional de l'Espectacle de 1948.